# 비밀의 바람숲
《비밀의 바람숲》(영어: The Secret Forest of Wind 또는 Viva Forest)은 위놉스에서 만든 애니메이션이다. 2020년 2월 20일부터 3월 26일까지 KBS 1TV에서 매주 3화씩 총 4부작으로 방영했다.

### 방영 일시
| 방송 채널 | 방송 기간                  | 방송 시간 |
| --------- | -------------------------- | --------- |
| KBS 1TV   | 2020년 2월 20일 ~ 3월 26일 | 종료      |

## 등장 인물
- 포리(제주마+화산석+이끼+고사리)
- 잭(긴꼬리딱새)
- 두기(제주도롱뇽, 술잔버섯)
- 뿌(콩짜개덩굴)
- 정연
- 정석호(연이 아빠)

### 목소리 출연
- 사문영
- 남도형
- 민승우
- 강시현
- 허예은
- 이규창

## 제작진
- 책임 프로듀서: 이경묵
- 프로듀서: 목훈
- 기획·제작: 이화정
- 감독: 한수정, 김혜원
- 제작 총괄: 김도석
- 시나리오: 성소현
- 디자인 리드: 한수정
- 캐릭터 디자인: 한수정
- 스토리보드: 한수정 / 리환희
- 모델링: 림성찬 / 김은주
- 리깅 리드: 김도석
- 모션그래픽: 황영식
- 애니메이션 조감독: 이영삼
- 영상편집: 황영식
- 애니메이션 리드: 박슬기
- 콘텐츠사업총괄: 양승희
- 머천다이징: 현홍준
- 마케팅&라이선싱: 김상태
- 디자인: 허승, 강지호 / 리은아 / 강선이
- 해외사업: 도문학
- 사전녹음: 김은정
- 우리말 제작
  - 사운드 총괄: 이태준
- 음악·효과
  - 작곡: 이성장
  - 작사: 성소현
  - 노래: 서가영
  - 녹음: 정서현
  - 믹싱: 이충효 / 안진하
  - 효과: 김병찬
- 제작협력: (주)크리스미디어 / 일픽셀
- 제작지원: 한국콘텐츠진흥원 / 제주특별자치도 / 제주영상문화산업진흥원
- 컴퓨터그래픽: 황은서
- 종합편집: 정혜원
- 조연출: 차한결
- 연출: 목훈
- 기획: KBS
- 제작: Wenobs COMMUNICATIONS
- 저작권: Wenobs All rights reserved.

## 방영 목록
| 회차       | 제목                   | 방송 일자       |
| ---------- | ---------------------- | --------------- |
| 1화        | 작은 친구의 속삭임     | 2020년 2월 20일 |
| 2화        | 첫걸음의 어려움        | 2020년 2월 20일 |
| 3화        | 화가의 꿈              | 2020년 2월 20일 |
| 4화        | 슬픈 기억의 단편, 영우 | 2020년 2월 27일 |
| 5화        | 삶의 부분, 여운        | 2020년 2월 27일 |
| 6화        | 세상을 넘어            | 2020년 2월 27일 |
| 7화        | 잠시 잊은 소중함       | 2020년 3월 19일 |
| 8화        | 잘려진 밑동의 새싹     | 2020년 3월 19일 |
| 9화        | 서로에게 기대어        | 2020년 3월 19일 |
| 10화       | 갈등나무와 백서향      | 2020년 3월 26일 |
| 11화       | 석호와 영우            | 2020년 3월 26일 |
| 최종화(12) | 엇갈리는 운명          | 2020년 3월 26일 |

## 결방 및 편성안내
- 2020년 3월 5일부터 12일까지 코로나19 통합뉴스룸의 관계로 인해 결방되었다.